# سورة المائدة
سورة المائدة هي خامسُ سورةٍ من سور القرآن، ولها 120 آية. تُصنّف السورة على أنّها سورة مدنية بالإجماع، قال القرطبي: وكل ما نزل من القرآن بعد هجرة النبي ﷺ فهو مدني، سواء نزل بالمدينة أو في سفر من الأسفار وهي من السبع الطوال، بدأت سورة المائدة بأسلوب نداء. نزلت زمنياً بعد سورة الفتح وتقع بين سورتي النساء والأنعام. وهي السورة الخامسة في ترتيب المصحف

## سبب التسمية
سُميت" بسورة المائدة" وهي إحدى معجزات سيدنا عيسى إلى قومه عندما طلبوا منه أن ينزل الله عليهم مائدة من السماء ليأكلوا منها وتطمئن بها قلوبهم.

## فضل السورة
ورد فضل سورة المائدة في عدد من الأحاديث الثابتة منها، ذكر ابن كثير رحمه الله: أن الإمام أحمد روى عن أسماء بنت يزيد قالت: (إني لآخذة بزمام العضباء ناقة رسول الله ﷺ إذ نزلت عليه المائدة كلها، وكادت من ثقلها تدق عضد الناقة)، وروى الإمام أحمد عن عبد الله بن عمرو قال: (أنزلت على رسول الله ﷺ سورة المائدة وهو راكب على راحلته، فلم تستطع أن تحمله فنزل عنها).
إن سورة المائدة من أكثر سور القرآن الكريم ذكراً لآيات الأحكام، منها: الصيد، ونكاح الكتابيات، وطعامهم، واتخاذ الكفار أولياء، وحد السرقة، وحد الحرابة، والقصاص، والعقود، والعهود فكل عهد يجب الوفاء به، ويدخل في ذلك عهد الله سُبْحَانَهُ وَتَعَالَى، فكل مؤمن هو معاهد لله عز وجل بالإيمان والتصديق للنبي ﷺ، واتباع أمره، ومن الأحكام: كفارة اليمين، وحكم الخمر، وحد الخمر، والطهارة والتيمم، وغيرها من الأحكام التي وردت فيها.

## أسباب النزول
1. قال تعالى «لاَ تُحِلُّوا شَعَائِرَ الله» قال ابن عباس: نزلت في الخطيم واسمه شريح بن ضبيع الكندي أتى النبي من اليمامة إلى المدينة فخَلَّفَ خيله خارج المدينة ودخل وحده على النبي فقال: إلام تدعوا الناس؟ قال: إلى شهادة أن لا إله إلا الله وإقام الصلاة وإيتاء الزكاة، فقال: حسن إلا أن لي أمراء لا نقطع أمرا دونهم ولعلي أسلم وآتي بهم، وقد كان النبي قال لأصحابه: يدخل عليكم رجل يتكلم بلسان شيطان ثم خرج من عنده فلما خرج قال رسول الله: لقد دخل بوجه كافر وخرج بعقبي غادر وما الرجل مسلم فمر بسرح المدينة فاستاقه فطلبوه فعجزوا عنه فلما خرج رسول الله عام القضية سمع تلبية حجاج اليمامة فقال: لأصحابه هذا الخطيم وأصحابه وكان قد قلد هديا من سرح المدينة وأهدى إلى الكعبة فلما توجهوا في طلبه أنزل الله تعالى ﴿يا أيها الذين آمنوا لا تحلوا شعائر الله﴾ يريد ما أشعر لله وإن كانوا على غير دين الإسلام.
2. قال تعالى: ﴿اليوم أكملت لكم دينكم …﴾ الآية جاء رجل من اليهود إلى عمر بن الخطاب فقال يا أمير المؤمنين إنكم تقرؤون آية في كتابكم لو لدين معشر اليهود نزلت لاتخذنا ذلك اليوم عيدا فقال أي آية هي قال ﴿اليوم أكملت لكم دينكم وأتممت عليكم نعمتي﴾ فقال عمر: والله إني لأعلم اليوم الذي نزلت فيه على رسول الله والساعة التي نزلت فيها على رسول الله عشية يوم عرفة في يوم جمعة، رواه البخاري.[4]
3. قال تعالى: ﴿يسألونك ماذا أُحل لهم …﴾ الآية. عن القعقاع بن الحكيم أمر رسول الله بقتل الكلاب فقال الناس: يا رسول الله ما أُحِلَّ لنا من هذه الأمة التي أمرت بقتلها فأنزل الله تعالى هذه الآية وهي: ﴿يسألونك ماذا أحل لهم قل أحل لكم الطيبات وما علمتم من الجوارح مكلبين﴾".
4. قال تعالى: ﴿إذا قمتم إلى الصلاة …﴾ الآية. عن عائشة قالت: سقطت قلادة لي بالبيداء ونحن داخلون المدينة، فأناخ رسول الله ونزل فثنى رأسه في حجري راقدا، فأقبل أبو بكر فلكزني لكزة شديدة وقال حبست الناس في قلادة؟ فتمنيت الموت لمكان رسول الله مني وقد أوجعني، ثم إن النبي استيقظ وقد حضرت الصبح فالتمس الماء فلم يوجد، فنزلت هذه الآية من أولها إلى آخرها فقال أسيد بن حضير لقد بارك الله للناس فيكم يا آل أبي بكر، ما أنتم إلا بركة لهم- أخرجه البخاري.[5]
5. قال تعالى: ﴿وقالت اليهود والنصارى نحن أبناؤا الله﴾ الآية. عن ابن عباس قال: أتى رسول الله ﷺ بحرى بن عمرو وشاش بن عدي ونعمان بن أضا فكلموه، وكلمهم رسول الله ودعاهم إلى الله وحذرهم نقمته فقالوا: ما تخوفنا يا محمد؟ نحن أبناء الله وأحباؤه كقول النصارى. فأنزل الله فيهم الآية - رواه ابن إسحاق وابن المنذر.[6]

## محور مواضيع السورة
سورة المائدة من السور المدنية الطويلة وقد تناولت كسائر السور المدنية جانب التشريع بإسهاب مثل سورة البقرة والنساء والأنفال إلى جانب موضوع العقيدة وقصص أهل الكتاب قال أبو ميسرة: المائدة من أخر ما نزل من القران ليس فيها منسوخ وفيها ثمان عشرة فريضة. بصفة عامة تتناول هذه السورة موضوع العقيدة والشريعة معا.

### مواضيع السورة
- العهود والمواثيق مع أمة محمد ﷺ[7]
- ميثاق الله مع اليهود و النصارى
- سوء أدب اليهود مع الله
- جرائم وعقوبات
- تلاعب أهل الكتاب والمنافقين بأحكام الله
- المفاصلة بين المسلمين وأهل الكتاب
- عصمة الرسول ﷺ وتحريفات أهل الكتاب
- علاقة أهل الإسلام بغيرهم
- بيان الأحكام الشرعية
- من نعم الله على عباده
- الإشهاد والقسامة
- عيسى عليه السلام بين يدي الله تعالى في القيامة

### قصة المائدة
ان مضمون قصة المائدة يتلخص في الايات 110-115 من سورة المائدة.
﴿إِذْ قَالَ اللَّهُ يَا عِيسَى ابْنَ مَرْيَمَ اذْكُرْ نِعْمَتِي عَلَيْكَ وَعَلَى وَالِدَتِكَ إِذْ أَيَّدْتُكَ بِرُوحِ الْقُدُسِ تُكَلِّمُ النَّاسَ فِي الْمَهْدِ وَكَهْلًا وَإِذْ عَلَّمْتُكَ الْكِتَابَ وَالْحِكْمَةَ وَالتَّوْرَاةَ وَالْإِنْجِيلَ وَإِذْ تَخْلُقُ مِنَ الطِّينِ كَهَيْئَةِ الطَّيْرِ بِإِذْنِي فَتَنْفُخُ فِيهَا فَتَكُونُ طَيْرًا بِإِذْنِي وَتُبْرِئُ الْأَكْمَهَ وَالْأَبْرَصَ بِإِذْنِي وَإِذْ تُخْرِجُ الْمَوْتَى بِإِذْنِي وَإِذْ كَفَفْتُ بَنِي إِسْرَائِيلَ عَنْكَ إِذْ جِئْتَهُمْ بِالْبَيِّنَاتِ فَقَالَ الَّذِينَ كَفَرُوا مِنْهُمْ إِنْ هَذَا إِلَّا سِحْرٌ مُبِينٌ (110) وَإِذْ أَوْحَيْتُ إِلَى الْحَوَارِيِّينَ أَنْ آمِنُوا بِي وَبِرَسُولِي قَالُوا آمَنَّا وَاشْهَدْ بِأَنَّنَا مُسْلِمُونَ (111) إِذْ قَالَ الْحَوَارِيُّونَ يَا عِيسَى ابْنَ مَرْيَمَ هَلْ يَسْتَطِيعُ رَبُّكَ أَنْ يُنَزِّلَ عَلَيْنَا مَائِدَةً مِنَ السَّمَاءِ قَالَ اتَّقُوا اللَّهَ إِنْ كُنْتُمْ مُؤْمِنِينَ (112) قَالُوا نُرِيدُ أَنْ نَأْكُلَ مِنْهَا وَتَطْمَئِنَّ قُلُوبُنَا وَنَعْلَمَ أَنْ قَدْ صَدَقْتَنَا وَنَكُونَ عَلَيْهَا مِنَ الشَّاهِدِينَ (113) قَالَ عِيسَى ابْنُ مَرْيَمَ اللَّهُمَّ رَبَّنَا أَنْزِلْ عَلَيْنَا مَائِدَةً مِنَ السَّمَاءِ تَكُونُ لَنَا عِيدًا لِأَوَّلِنَا وَآخِرِنَا وَآيَةً مِنْكَ وَارْزُقْنَا وَأَنْتَ خَيْرُ الرَّازِقِينَ (114) قَالَ اللَّهُ إِنِّي مُنَزِّلُهَا عَلَيْكُمْ فَمَنْ يَكْفُرْ بَعْدُ مِنْكُمْ فَإِنِّي أُعَذِّبُهُ عَذَابًا لَا أُعَذِّبُهُ أَحَدًا مِنَ الْعَالَمِينَ (115)﴾
أن عيسى عليه السلام أمر الحواريين بصيام ثلاثين يوما، فلما أتموها سألوا عيسى إنزال مائدة من السماء عليهم ليأكلوا منها وتطمئن قلوبهم أن الله قد تقبل صيامهم وأجابهم إلى طلبتهم. فوعظهم عيسى عليه السلام في ذلك وخاف عليهم أن لا يقوموا بشكرها ولا يؤدوا حق شروطها، فأبوا عليه إلا أن يسأل لهم ذلك من ربه عز وجل، فلما لم يقلعوا عن ذلك قام إلى مصلاه وتضرع إلى الله تعالى في الدعاء والسؤال أن يجابوا إلى ما طلبوا. فأنزل الله تعالى المائدة من السماء والناس ينظرون إليها تنحدر بين غمامتين وجعلت تدنوا قليلاً قليلاً، وكلما دنت سأل عيسى عليه السلام ربه عز وجل أن يجعلها رحمة لا نقمة، وأن يجعلها بركة وسلامة، فلم تزل تدنوا حتى استقرت بين يدي عيسى عليه السلام، فقام عيسى يكشف عنها وهو يقول: (بسم الله خير الرازقين) فإذا عليها سبعة من الحيتان وسبعة أرغفة، ويقال: وخل، ويقال: ورمان وثمار. ولها رائحة عظيمة جدًا.
قال الله كوني فكانت. ثم أمرهم بالأكل منها. فقالوا: لا نأكل حتى تأكل. فقال: إنكم الذين ابتدأتم السؤال لها، فأبوا أن يأكلوا منها ابتداء، فأمر الفقراء والمحاويج والمرضى والزمنى وكانوا قريبًا من ألف وثلثمائة فأكلوا منها فبرأ كل من به آفة أو مرض مزمن، فندم الناس على ترك الأكل منها لما رأوا من إصلاح حال أولئك، ثم قيل: إنها كانت تنزل كل يوم مرة فيأكل الناس منها، يأكل آخرهم كما يأكل أولهم حتى قيل: إنها كان يأكل منها نحو سبعة آلاف. ثم كانت تنزل يوما بعد يوم، كما كانت ناقة صالح يشربون لبنها يوما بعد يوم. ثم أمر الله تعالى عيسى عليه السلام أن يقصرها على الفقراء أو المحاويج دون الأغنياء. فشق ذلك على كثير من الناس وتكلم منافقوهم في ذلك. فرفعت بالكلية ومسخ الذين تكلموا في ذلك خنازير.

## انظر ايضا
- قصص القرآن
- تحريف التوراة والإنجيل

## وصلات خارجية
- سورة المائدة: تجويد-تفسير - موقع Altafsir.com